# Анейтюм
Анейтюм (на Бислама Aneityum) е остров в Тихи океан разположен в архипелага Нови Хебриди с площ 159 км2. Той е най-южният остров на Република Вануату и съгласно административното деление на страната е включен в провинция Тафеа.
Анейтюм представлява овален остров с дължина 17 км. Той се е образувал като резултат от дейността на два подводни вулкана, чийто кратери – Инрероу Атамуан и Нанаварез днес се извисяват над повърхността на океана съответно с и 812 и 804 метра.
Поради ниската си влажност и прохлада Анейтюм се слави като острова с най-приятен климат в сравнение с всички останали острови на Вануату - например Ефате. Наситената с вулканична пепел почва е много плодородна и благоприятства сформирането на обширни сандалови гори и способства растежа на над 80 разновидности на орхидеята.
Някога практически напълно унищожената, днес гората на Анейтюм интензивно се възстановява. Впрочем наред със сандаловото дърво тук се засажда и иглолистното дърво каури, което допреди в изобилие е растяло по планинските склонове. Паралелно с гората се развиват и фруктовите градини.
Анейтюм е идеално място за пешеходен туризъм и трекинг. Великолепният пейзаж, полегатите планински склонове на Инрероу Атамуан, Нанаварез и Тахентчаи, величествените гори и древни водопади са главните забележителности на острова.
Рифът Инвек Айленд („острова на тайните“), Порт Патрик и Инмал са идеални за подводно гмуркане, а топлите извори в Умеч, Итчептав Бей и Анвунупол образуват цели каскади от минерални води.
Островитяните са създали неголям резерват за опазване на морските костенурки. Както на другите острови така и тук, те се избиват заради високо ценимата супа от костенурка.
Островът е бил първият религиозен център на презвитерианската църква на Вануату. Тук даже е била построена най-голямата църква в южните ширини, но в наши дни тя лежи в руини.